# ヨハン・ネポムク・フンメル
ヨハン・ネポムク・フンメル（Johann Nepomuk Hummel, 1778年11月14日 ポジョニ - 1837年10月17日 ヴァイマル）はハンガリー（現在はスロヴァキアの領地）出身のオーストリア系作曲家、ピアニスト。

## 生涯
ポジョニ（独語名プレスブルク、現スロヴァキアのブラチスラヴァ)に生まれ、指揮者で弦楽器奏者でもあった父・ヨハネスに音楽の手ほどきを受ける。8歳のとき、アウフ・デア・ヴィーデン劇場の指揮者に就任した父に従ってウィーンへ移り、モーツァルトの家に住込みで2年間に渡ってピアノを師事。
1789年から父と共にヨーロッパ各地を巡演し、神童として喝采を浴びた。1793年ウィーンへ戻り、ウィーン音楽院にてアルブレヒツベルガーに対位法、サリエリに声楽作品、ハイドンにオルガンを学び、またベートーヴェンと親交を結ぶ。
1804年、ハイドンの推薦でエステルハージ家のコンサートマスターに就任。ハイドンが引退すると宮廷楽長となり、1811年までこの地位にあって劇作品や礼拝堂用の宗教作品を手がけ、少年聖歌隊の指導や楽団の指揮にあたった。
辞職後ウィーンに戻り、ピアノ作品、室内楽、劇作品の創作に専念するが、1814年、妻・ロッケェルの後押しもあってピアノ奏者として復帰、ウィーン会議に出演しセンセーションを巻き起こすなどめざましい活躍を見せる。1816年よりシュトゥットガルト、1819年よりヴァイマル宮廷の楽長を歴任する一方、作曲のみならず出版、演奏など活発な活動を展開して、ゲーテとともに芸術の街・ヴァイマルの発展に貢献した。ピアニストとしては1830年のパリ・ロンドン演奏旅行でキャリアの絶頂を築いた。1834年のウィーン旅行を最後に病のため演奏活動に終止符を打ち、3年間の闘病生活の後、任地ヴァイマルで息を引き取った。葬儀に際しては師匠モーツァルトの「レクイエム」が演奏され、同地のワイマール歴史的墓地に埋葬された。
生前にあっては、ヨーロッパ最高の作曲家、ピアノ奏者の一人に数えられ、ベートーヴェンと並び称される巨匠の一人として音楽界に君臨した。フランツ・シューベルト、フェリックス・メンデルスゾーン、カール・チェルニー、フレデリック・ショパンらと交流を持ちかつ多大な影響を与え、ルイーズ・ファランク、フェルディナント・ヒラー、アドルフ・ヘンゼルト、ジギスモント・タールベルクらの優れた弟子を通じて、19世紀前半のピアノ奏法に大きな影響を与えた。演奏会においてはオペラなどの主題による即興演奏を得意とした。世紀の変わり目にあって古い職人気質と新しい企業家との両面を合わせ持ち、音楽市場の動向に敏感で、流行作家として成功すると共に当時はまだ不十分だった著作権の確立のために奔走した。著作には「モーツァルト回想録」、「自伝」、「ピアノ奏法の理論と実践詳論」などがある。あらゆる演奏媒体を通じ、職務のためにまたフリーの立場で、幅広いジャンルに作品を残した。形式的にはウィーン古典派の最晩期に属し、ホモフォニックな構造とイタリア風の装飾的な旋律が見られる。
モーツァルトの「戴冠式」の左手パートを公式に作曲し、モーツァルトの交響曲を室内楽用に編曲した。名は死後から忘れ去られ、20世紀までは一部の曲を除いて知られていなかった。近年その研究が進み演奏や録音も増え、この時代の作曲家にあっては人気を勝ち得ている。チェルニーは生前のベートーヴェンよりは、フンメルの演奏マナーのほうを評価していた。

## 作品
作品は交響曲を除いてすべてのジャンルに跨り200曲以上にも上る。フンメルの生涯に出版された作品は127で、ピアノ曲はその半数以上を占める。また未出版作品（WoO.）は39作品、遺作（Op.posth.）は9作品で、その他作品番号のないものも含めて体系的な作品リストはフンメル研究家のJoel Sachsによって作成された。
フンメルの作品には、時折過去の音楽から主題を借用したものが見受けられる。たとえば、『ピアノソナタ第2番』Op.13の第1楽章ではグレゴリオ聖歌の「アレルヤ」が用いられ、『ピアノソナタ第3番』Op.20終楽章では師匠モーツァルトの交響曲第41番終楽章の主題によりフーガが展開される。
近年、録音も多くなり、ピアノとオーケストラのための作品（全18曲）をはじめ、協奏曲や室内楽はほぼ全曲を聴くことができるようになった。また、Chandos（イギリス）やNAXOS（香港）などのレーベルが積極的に新譜を発売し、ミサ曲、バレエ音楽なども聴くことができるが、17曲あるオペラ（ジングシュピールを含む）作品は序曲を除いた大半が録音されていない。

## 主要作品
フンメルの作品カタログについては、ニューグローヴ音楽大辞典、ジンマーシード (Zimmerschied) の冒頭音符付カタログやザックス (Joel Sachs) の作品表（A Check List Works of J. N. Hummel; S.=ザックスナンバー）があるが、日本語ではアマチュア研究家のMikio Taoの作品目録が存在する。以下の作品目録は上記Mikio Taoの表による。

### 管弦楽作品

#### 序曲、劇音楽など
- 管弦楽変奏曲「おお、いとしのアウグスティン」ハ長調 WoO.2(S.47)*1803
- 歌劇『フィンランドのヨハン』のための序曲 ニ短調 Op.43*(1811?)
- 序曲(Premium Overture) 変ロ長調	Op.101*1824
- 祝典序曲「Freudenfest Overture」S.148*1815
- 劇音楽『ピュグマリオン』WoO.33(S.62)*1805～15
- 付随音楽『マールファ』S.31*1800～1810
- 付随音楽『クルディスターンのライオン』WoO.35(S.99)*1812
- 付随音楽『クルディスターンのライオン』WoO.35への追加曲 S.201*1834
- ヴァイグルの『皇帝ハドリアヌス』挿入用の行進曲Op.106c*1819
- 「ウィーンの賞賛すべき市民砲兵隊」のための行進曲S.26*1798
- 3つの軍隊行進曲	S.83*1810?

#### バレエ・パントマイム音楽
- バレエ音楽『ヘレネとパリス』Op.26*1807
- バレエ音楽『生きている絵』Op.33*1809
- バレエ音楽「『ポールとヴァルジニ』のための5人の黒人の踊り」Op.41(34)*1809
- パントマイム音楽『魔法の指輪』Op.46*1811
- バレエ音楽『ミュティレネのサッフォー』Op.68*1812
- バレエ音楽「エロールの『魔法の鐘』」WoO.31(S.206)*1837
- バレエ音楽『魔法の城』WoO.32(S.88)*1814
- パントマイム音楽『魔法の戦い』WoO.34(S.92)*1812
- 3つのバレエまたはパントマイム用の音楽 S.84*1810

#### 舞曲
- 6つのドイツ舞曲	Op.16*1804
- 7つのハンガリー舞曲Op.23*1806
- 舞踏会用12のメヌエットOp.24*1806
- 12のドイツ舞曲とバッターリャ・コーダOp.25*1807
- アポロザールのための舞曲第1集 Op.27*1808
- アポロザールのための舞曲第2集 Op.28*1808
- レドゥーテンザールのための12のドイツ舞曲集Op.29*1808
- アポロザールのための舞曲第3集 Op.31*1809
- アポロザールのための舞曲第4集 Op.39*1811
- ローマ皇帝のための12のドイツ舞曲Op.40*1811
- 聖カタリナ祝日用レドゥーンザールのための12のドイツ舞曲とコーダOp.44*1811
- アポロザールのための舞曲第5集 Op.45*1811
- 6つのポロネーズ	Op.70*1814
- アポロザールのための舞曲第6集 Op.91*1820
- 12のレントラーワルツOp.112*1828
- コントルダンス 変ロ長調S.80*1810?
- 5つのエコセーズ	S.81*1810?
- 7つのレントラー	S.82*1810?
- 12のワルツとコーダ S.104*1817

### 協奏曲

#### ピアノ協奏曲
- ピアノ協奏曲 第1番 ハ長調	Op.44(Op.36)*c1811
- ピアノ協奏曲 第2番 イ短調	Op.85*c1821(1816)
- ピアノ協奏曲 第3番 ロ短調	Op.89*c1821(1819)
- ピアノ協奏曲 第4番 ホ長調『告別』Op.110*1826(c1814年)
- ピアノ協奏曲 第5番 変イ長調Op.113*1830(1825)
- ピアノ協奏曲 ヘ長調Op.posth.1*1839(1825)
- ピアノ協奏曲 イ長調WoO.24(S.4)*1790年代
- ピアノ協奏曲 イ長調WoO.24a(S.5)*1790年代
- ピアノとオーケストラのための変奏曲 ヘ長調Op.6	*c1798
- ピアノとオーケストラのための序奏とロンド・ブリランテ イ長調Op.56*c1814(1812)
- ピアノとオーケストラのためのコンチェルティーノト長調Op.73*c1816
- ピアノとオーケストラのための変奏曲 ヘ長調Op.97*c1821-22
- ピアノとオーケストラのためのロンド・ブリランテ 変ロ長調Op.98*c1824
- ピアノとオーケストラのための大変奏曲 変ロ長調	Op.115*1830
- ピアノとオーケストラのためのオベロン「魔法の角笛」による幻想曲Op.116*1830
- ピアノとオーケストラのための社交のロンド ロ短調Op.117*1830
- ピアノとオーケストラのための序奏とロンド・ブリランテ「ロンドンからの帰還」ヘ短調Op.127*1831(1830)

#### その他の協奏曲
- ヴァイオリンとピアノのための二重協奏曲 ト長調Op.17*c1805
- ヴァイオリン協奏曲 ト長調	(1790年代後半)
- ヴァイオリンとオーケストラのための序奏とロンド・ポラッカ
- ヴィオラとオーケストラのための幻想曲 ト短調Op.94*c1821(1820作)
- チェロとオーケストラのためのポプリ ト短調Op.95
- オーボエとオーケストラのための幻想曲および主題と変奏 ヘ短調Op.102*c1824
- トランペット協奏曲ホ長調	WoO.1(S.49)*1803
- ファゴット協奏曲 ヘ長調WoO.23(S.63)*1805
- マンドリン協奏曲 ト長調S.28*1799 (後にピアノ協奏曲に改作)

### 室内楽
- グランド・セレナーデ第1番 ト長調 Op.63*c1814-15
- グランド・セレナーデ第2番変ホ長調 Op.66*c1814-15
- 管楽八重奏のためのパルティータ　変ホ長調 S.48*(1803?)
- 七重奏曲 第1番 ニ短調 Op.74*c1816
- 七重奏曲 第2番 ハ長調『軍隊』Op.114*1830（1829)
- ピアノ五重奏曲 変ホ短調 Op.87*c1822
- ピアノ四重奏曲 ト長調〈序奏とアレグロ〉 Op.posth.4(WoO.6)*1839（1811）
- ピアノ四重奏曲 ニ長調 S.3*1790年代
- クラリネット四重奏曲 変ホ長調 WoO.5(S.78)*1808
- 3つの弦楽四重奏曲 Op.30*c1808(1804)
- 弦楽三重奏曲 第1番 変ホ長調 WoO.3(S.30)*1799
- 弦楽三重奏曲 第2番 ト長調 WoO.4(S.46)*1801
- ピアノ、フルート、チェロのための三重奏曲 変ロ長調 Op.2a-1*1792
- ピアノ三重奏曲 第1番 変ロ長調 Op.3a*1792
- ピアノ三重奏曲 第2番 変ホ長調 Op.12*c1803
- ピアノ三重奏曲 第3番 ヘ長調 Op.22*c1807(1799)
- ピアノ三重奏曲 第4番 ト長調 Op.35*c1811(1808)
- ピアノ三重奏曲 第5番 ト長調 Op.65*c1814-15
- ピアノ三重奏曲 第6番 ホ長調 Op.83*1819
- ピアノ三重奏曲 第7番 変ホ長調 Op.93*c1822
- ピアノ三重奏曲 第8番 変ホ長調 Op.96*c1822
- ピアノ、フルート、チェロのための「美しいミンカの主題によるアダージョおよび変奏曲とロンド」イ長調 Op.78*1818
- ピアノ、ヴァイオリン、チェロのための3つの易しい小品 Op.111a*1828

### 器楽曲
- ヴァイオリン（またはフルート）とピアノのためのソナタ ト長調Op.2a-2	*1792
- ヴァイオリン（またはフルート）とピアノのためのソナタ 変ロ長調Op.5-1*c1798
- ヴァイオリン（またはフルート）とピアノのためのソナタ ヘ長調Op.5-2*c1798
- ヴァイオリン（またはフルート）とピアノのためのソナタ ニ長調Op.50*c1811-14
- ヴァイオリン（またはフルート）とピアノのためのソナタ イ長調Op.64*c1814-15
- ヴァイオリン（またはフルート）とピアノのための変奏曲 ト長調Op.14*c1803
- ヴァイオリン（またはフルート）とピアノのための「娯楽」ヘ長調Op.108*1826(1825)
- ヴァイオリン（またはフルート）とピアノのための大ロンド・ブリランテ ロ短調Op.126*1835（1834)
- ヴァイオリン（またはフルート）とピアノのための変奏曲 ヘ長調Op.posth.2*1839
- ヴィオラとピアノのためのソナタ 変ホ長調Op.5-3*c1798
- チェロとピアノのための変奏曲　ニ短調	Op.54*c1810～14
- チェロとピアノのためのポプリOp.86
- チェロとピアノのためのソナタ イ長調	Op.104*1826（1824）
- マンドリンとピアノのためのソナタ ハ短調Op.37a*c1810
- ギターとピアノのためのポプリ　ト短調	Op.53*c1810～11
- ギターとピアノのための国民的大ポプリ	Op.79*c1819
- ハープとピアノのための小ロンド 変ホ長調S.146*1820年代
- フルートのための小品　ト長調S.147*1820年代

### ピアノ曲

#### 4手用作品
- ソナタ 変ホ長調Op.51*(1811～15)
- ソナタ 変イ長調Op.92*c1821
- ノクターン および 主題と変奏曲 ヘ短調Op.99*c1824
- 序奏とロンド 変ホ長調Op.posth.5*1839
- 即興曲 ハ長調S.205*1836?

#### ソナタ
- ピアノソナタ 第1番 ハ長調Op.2a-3*1792
- ピアノソナタ 第2番 変ホ長調Op.13*c1803(1805)
- ピアノソナタ 第3番 ヘ短調Op.20*c1807
- ピアノソナタ 第4番 ハ長調『ディ・ブィラブーラ』Op.38*c1808
- ピアノソナタ 第5番 嬰ヘ短調Op.81*c1819
- ピアノソナタ 第6番 ニ長調Op.106*c1824(1825)
- ピアノ・ソナタ ヘ短調S.23*1800?
- ピアノ・ソナタ 変イ長調Op.92a

#### 変奏曲
- 3つの変奏曲Op.1*1791
- 2つの変奏曲Op.2*1791
- 3つの変奏曲Op.3*1794
- 変奏曲ト長調Op.8*c1801
- 変奏曲ホ長調Op.9*c1802
- 変奏曲ニ長調Op.10*c1804
- 変奏曲イ短調Op.15*c1804
- 変奏曲変ロ長調Op.21*c1806
- 変奏曲 ハ長調Op.32*-1812
- 3つの変奏曲Op.34*c1810(1812)
- 変奏曲ハ長調Op.40a*c1811(1812)
- 変奏曲ヘ長調Op.57*c1811-15
- 序奏、変奏曲とロンド変ホ長調Op.75*c1817
- 変奏曲イ長調Op.76*c1818
- 3つの変奏曲「ロンドンの魅力」Op.119(Op.120)*1831
- 変奏曲 イ長調S.1*1789
- 変奏曲 ハ長調S.2*1790年代
- 変奏曲 変ロ長調S.16*1791～93
- 変奏曲 ニ長調S.18*1794?
- 変奏曲 ハ長調S.19*1795?
- ゴッド・セイブ・ザ・キングへの変奏S.145*1820～30?
- ディアベッリのワルツへの変奏 －第16変奏S.161*c1824
- 変奏曲とラプソディ ホ長調S.164*1825?
- 「ルール・ブリタニア」への変奏WoO.10(S.187)*c1830

#### その他小品
- 幻想曲 変ホ長調Op.18*c1805
- 幻想曲 ト短調Op.123*1833
- 幻想曲 ハ長調Op.124*1834
- 幻想曲「パガニーニの思い出」ハ長調	WoO.8(S.190)*1831
- ロンド・ファンタジア ホ長調Op.19*c1806
- ロンド・ファヴォリ 変ホ長調Op.11*c1804
- 3つのロンド形式グランドワルツOp.103*c1824
- ロンド・ブリランテ ロ短調	Op.109
- 2つのワルツ風ロンドOp.109a
- 優雅なロンド 変ホ長調Op.120(Op.121)*1831(1830)
- 素朴なロンド 変イ長調Op.122*1831
- 3つのスコットランド舞曲によるロンド ト長調	Op.posth.3*1839
- とても易しい6つの小品Op.52
- ポプリ ハ長調Op.47*(1811-15)
- ポプリ「ロバの皮」第1番ハ短調Op.58*c1814-15
- ポプリ「ロバの皮」第2番ハ長調Op.59*c1814-15
- ポロネーズ《気まぐれな美女》 変ロ長調Op.55*c1811
- カプリース ヘ長調Op.49*c1811-15
- 3つのカプリース形式の気晴らしOp.105*c1824
- カプリッチョ　変ホ短調Op.posth.6*1839
- 即興風カノン ト短調WoO.7(S.168)*1828?
- 24の前奏曲Op.67*c1814-15
- 6つのバガテルOp.107*c1824
- 24の練習曲Op.125*1833
- 3つのヘンデル風フーガOp.7*c1799

### オルガン作品
- オルガンのための2つの前奏曲とフーガOp.posth.7*1839
- オルガンのためのリチェルカーレ ト長調Op.posth.8*1839

### 声楽曲

#### オペラ
- ジングシュピール『都会と田舎』S.85*1810
- ジングシュピール『これは売家です』	WoO.28(S.90)*1812
- ジングシュピール『粉挽き小屋の王子』S.97*1813
- ジングシュピール『ロバの皮』S.101*1814
- ジングシュピール『素晴らしい知らせ』(The Good News）Op.61(S.103)*1814
- ジングシュピール『皇帝の帰還』Op.69*c1814
- ジングシュピール『ギーズ家のマティルド』Op.100*1810
- オペラ『愚かな旅人』WoO.30(S.25)*1797
- オペラ『救われた女の感謝』S.29*1799
- オペラ・ブッファ『デマゴルゴン』S.41*1800?
- オペラ・ブッファ『ドン・アンキーゼ・カンピオーネ』S.42*1800?
- オペラ・ブッファ『愛の顛末』WoO.26(S.56)*1804
- グランドオペラ『メセニール』WoO.29(S.61)*1805～10?
- オペレッタ『二人の天才』S.65*1805
- オペラ『挫折した陰謀』WoO.27(S.71)*1806
- オペラ『5つは2つ』S.95*1813
- オペラ『アッティラ』S.163*1825～1827

#### 宗教曲
- ミサ 変ロ長調Op.77*c1818
- ミサ 変ホ長調Op.80*c1819～20
- ミサ ニ長調Op.111*c1830(1805)
- 荘厳ミサ ハ長調WoO.12(S.74)*1806
- ミサ ニ短調WoO.13(S.67)*1805
- グラドゥアーレ(昇階唱）『この世の何ものも』	Op.88*c1827
- オッフェリトリゥム(奉納唱)『慈悲深き処女』	Op.89a*c1827(1805)
- ドミニク・ディオ	WoO.14(S.50)*1804～1810
- タントゥム・エルゴWoO.15*1806
- テ・デウム ニ長調WoO.16(S.70)*1806
- リタニア用のキリエ イ短調	WoO.17(S.51)*1804～1810
- サルヴァ・レジナ(奉納唱) 変ロ長調	WoO.18(S.79)*1809
- オッフェリトゥム(奉納唱)『おお、穢れなき処女よ』イ長調WoO.19(S.68)*1806以前
- オッフェリトゥム(奉納唱) ヘ長調WoO.20(S.96)*1813
- オッフェリトゥム(奉納唱)『慈悲深き聖なる母』ヘ長調WoO.21(S.66)*1805
- オッフェリトゥム(奉納唱)『あなたの前で私は息をふき返す』ホ長調WoO.22(S.52)*1804～1810
- アンティフォナ『あなたの保護のもとに』変ロ長調S.53*1800～1810
- サルヴェ・レジナ(奉納唱)『めでたし、元后』ト長調S.54*1800～1810
- オラトリオ『紅海の航行』	WoO.11(S.33)*1800～1810
- カンタータ『ディアナとエンディミオン』WoO.25(S.73)*1806
- カンタータ『友情賛歌』WoO.36(S.77)*-1807
- カンタータ『朝の犠牲』WoO.37(S.170)*1825～1831
- カンタータ『オイテルペンの別れ』WoO.38(S.91)*1812
- カンタータ『Have!』WoO.39(S.175)*1828
- カンタータ『エイレネ』S.32*1800～1810
- カンタータ『感謝と喜びの祭り』S.69*1806
- カンタータ『愛国者のためのオルフェウスのオード』S.199*1833
- ハイドン追悼のためのシェーナ「聞きましたか」S.94*1813